# Кампестр ет Лик
Кампестр ет Лик (фр. Campestre-et-Luc) насеље је и општина у јужној Француској у региону Лангдок-Русијон, у департману Гар која припада префектури Виган.
По подацима из 2011. године у општини је живело 124 становника, а густина насељености је износила 3,25 становника/km². Општина се простире на површини од 38,1 km². Налази се на средњој надморској висини од 780 метара (максималној 914 m, а минималној 502 m).

## Демографија
| 1962. | 1968. | 1975. | 1982. | 1990. | 1999. | 2011. |
| ----- | ----- | ----- | ----- | ----- | ----- | ----- |
| 100   | 110   | 94    | 72    | 80    | 117   | 124   |

График промене броја становника у току последњих година